# Börsbach
Der Börsbach ist ein selbst knapp 4 km, auf dem Strang mit seinem linken Oberlauf Eschbach zusammen etwa 81⁄2 km langer Bach des Kraichgaus im Gebiet der Stadt Kraichtal des baden-württembergischen Landkreises Karlsruhe. Nach fast durchweg südwestlichem Lauf mündet er unterhalb des Kraichtaler Dorfes Gochsheim von rechts in den oberen Kraichbach.

## Geographie
Der Börsbach fließt etwa einen Kilometer südlich der Ortsmitte des Kraichtaler Dorfes Menzingen auf 161,3 m ü. NHN aus seinen beiden Oberläufen Eschbach und Menzinger Dorfbach zusammen.

### Eschbach
Der linke Oberlauf Eschbach entsteht auf etwa 225 m ü. NHN etwa 400 Meter nordwestlich des Friedhofes am Ortsrand des Kraichtaler Dorfes Landshausen in einer Feldweggabel. Dem einen der beiden Feldwege entlang verläuft er seinen ersten knappen halben Kilometer mit nur wenigen Bäumen am Ufer ostwärts und wendet sich dann zu Füßen des Hügels Ottenbergs zu einer Kurve nach rechts ungefähr dem Ortsrand von Landshausen entlang.  
Nachdem er dabei den zweiten etwa kilometerlangen linken Zufluss aufgenommen hat, fließt er entlang der Straße Am Brandweiher neben einem großen Gewerbebau in die Ortslage von Landshausen ein, das er meist offen südwestwärts durchquert. Am Sportplatz am anderen Dorfende fließt wiederum von links der Rohrbach zu, wonach der Eschbach bis zum Landshausener Einzelanwesen Talhof mehr und mehr westwärts läuft, danach am Menzinger Metterlinghof vorbei recht beständig südwestwärts.
Ab dem Talhof grenzt linksseits ein bewaldeter Berghang bis nahe an den Bach, an dessen Fuß entlang sich nun ein quelliger bis sumpfiger Erlenwald fast einen Kilometer lang dem Bach entlangzieht. Zuletzt reicht das Wäldchen kurz auf die rechte Talseite herüber, von wo nun ebenfalls kurze Quellrinnsale zum Bach hin laufen.
An einem weiteren Feuchtbiotop gegenüber Heckenreihen am flacheren rechten Hang endet der Wald linksseits und aus einer Waldlücke fließt der Walkerserlenbach zu. Doch bald grenzt auf dem letzten halben Kilometer wieder Wald linksseits an den Bachlauf, bis sich der von rechts kommende Menzinger Dorfbach mit dem Eschbach vereint.
Dessen Lauf endet nach 4,8 km langem Weg mit mittlerem Sohlgefälle von etwa 13 ‰ rund 64 Höhenmeter unterhalb seines Anfangs als Feldweggraben. Er trägt einen 7,5 km² großen Teil zum Einzugsgebiet des Börsbachs bei.

### Menzinger Dorfbach
Der rechte Oberlauf Menzinger Dorfbach entsteht auf etwa 225 m ü. NHN ungefähr einen Kilometer nördlich der Ortsgrenze von Menzingen an der Seite der aus Östringen-Odenheim kommenden L 635. Neben der Straße laufend, fließt er südwärts auf Menzingen zu und nimmt schon etwas vor dem Dorf von rechts einen etwa kilometerlangen Zulauf vom Gänsberg auf.
In die Ortslage von Menzingen tritt der Bach neben der Ruine des  Wasserschlosses Menzingen ein, das außer ihm Süden überall von einem schmalen Wassergraben umschlossen ist. Im Ort selbst fließt der Bach dann verdolt, nachdem er einen halbkilometerlangen Zufluss aus dem Schlosspark aufgenommen hat unter der Unteren Schlossstraße, dann der Bahnhofstraße, zuletzt unter der Industriestraße.
Danach unterquert er am Ortsende die am Menzinger Endbahnhof beginnenden Kraichtalbahn an den Sportplätzen am unteren Dorfende und läuft danach für seine letzten drei Viertelskilometer offen, sehr geradlinig und dicht neben der Bahnlinie. Kurz vor dem Zusammenfluss mit dem Eschbach mündet von Westen her noch der etwa 1,3 km lange, ganz in der offenen Flur verlaufende Lützelbach.
Der Lauf des Menzinger Dorfbachs endet nach 3,2 km langem Weg mit mittlerem Sohlgefälle von etwa 10 ‰ rund 33 Höhenmeter unterhalb seines Straßengrabenbeginns. Er trägt 8,0 km² zum Einzugsgebiet des Börsbachs bei.

### Verlauf
Der auf 161,3 m ü. NHN zusammengeflossnee Börsbachs fließt zunächst lange in Richtung des linken Oberlaufs Eschbach weiter und auch dessen bewaldeter stärkerer linker Hanganstieg setzt sich im Börsbachtal fort. Nachdem der Börsbach die links stehende Menzinger Waldmühle passiert hat, wechselt er schon nach weniger als einem halben Kilometer unter der Kraichtalbahn hindurch auf deren Nordwestseite. Obwohl er sich im Folgenden meist nahe an der Trasse der Bahn hält, zeigt er im Gegensatz zu seinen beiden meist in geraden Stücken verlaufenden Oberläufen bald einen mehr schlängeligen Verlauf.
Nunmehr stehen auch feuchte Wäldchen in der schmalen rechten Aue, an zwei Stellen am rechten Hang gibt es feuchte Waldinseln, in denen an Quellen kurze rechte Zuflüsse entstehen. Die deutlich längeren fließen allerdings von links zu, ein etwa kilometerlanger Graben von Osten von Bahnbrücken her am Haltepunkt Bahnbrücken der Kraichtalbahn sowie danach der etwas kürzere Pfaffengraben, der ebenfalls westwärts verläuft. Gleich unterhalb von dessen Zumündung liegen rechts am Lauf am Gewann Lauterbrunnen einige kleine Teiche eines Fischzuchtbetriebes. Von dort an zeigt der Bach längstenteils einen stark mäandrierenden Verlauf.
Am Ende seines Tales unterquert er zweimal nacheinander, zuletzt kurz vor der Ortsgrenze von Gochsheim, die begleitende Bahnlinie und läuft dann an der Ostseite der L 664 ohne den Ort zu betreten nordwärts. Nördlich von Gochsheim und südlich eines Aussiedlerhofes am Gewann Seebergerteich unterquert er zuletzt diese Landesstraße und fließt schon wenige Meter weiter auf 140,7 m ü. NHN von rechts in den oberen Kraichbach ein.
Der Börsbach mündet nach – ab dem Zusammenfluss seiner Oberläufe – 3,8 km langem Weg mit mittlerem Sohlgefälle von etwa 5,5 ‰ rund 21 Höhenmeter unterhalb von deren Vereinigung. Seinen längeren linken Oberlauf Eschbach mitgerechnet, hat er einen 8,5 km langen Weg und auf diesem ein mittleres Sohlgefälle von etwa 10 ‰.

### Einzugsgebiet
Das Einzugsgebiet des Börsbachs ist 22,5 km² groß und gehört in Gänze zu verschiedenen Teilen des Naturraums Kraichgau. Ein winziger Randzwickel nördlich von Landshausen gehört zum Teilraum Eichelbergvorland, ein etwas größerer östlich des Ortes zum Teilraum Eppinger Gäu des Unterraums Lein-Elsenz-Hügelland. Der viel größere Rest rechnet zum Unterraum Kraich-Saalbach-Hügelland, und davon ungefähr das restliche Einzugsgebiet des Eschbachs zu dessen Teilraum Derdinger Hügelstreifen sowie der verbleibende Teil zu dessen Teilraum Brettener Hügelland. Der höchste Punkt liegt an der östlichen Wasserscheide auf dem Hohwald und erreicht etwa 268 m ü. NHN.
Waldgebiete bedecken rund ein Viertel des Einzugsgebietes, das bis auf winzige bewaldete Randzwickel im Norden, die zur Nachbarstadt Östringen gehören, ganz im Stadtgebiet von Kraichtal liegt. Die Waldgebiete liegen vor allem linksseits der Talachse aus Eschbach und Börsbach. Der offene Anteil besteht fast nur aus Ackerland und den großen Kraichtaler Orten Landshausen, Menzingen, Bahnbrücken und Gochsheim sowie wenigen viel kleineren zugehörigen Wohnplätzen. 
Reihum grenzen die Einzugsgebiet der folgenden Nachbargewässer an:
- Im Westen fließt der Weiherbach unterhalb des Börsbachs zum Kraichbach;
- das im Norden anschließende Gebiet entwässert der Katzbach, im östlichen Bereich über seinen linken Zufluss Hainbach, noch tiefer zum Kraichbach;
- im Osten fließt der Rohrbach zur Elsenz noch vor Eppingen, deren Abfluss vereint sich erst über den sie aufnehmenden Neckars unterhalb des Kraichbachs mit dem Oberrhein;
- im Südosten konkurriert der nunmehr höhere Kraichbach-Zufluss Kohlbach, mündungsnäher dann weitere kleinere rechte  Kraichbachzuflüsse zwischen Kohlbach und Börsbach.

### Zuflüsse und Seen
Hierarchischer Liste einer Auswahl der Zuflüsse und  Seen, jeweils von der Quelle zur Mündung. Gewässerlänge, Seefläche, Einzugsgebiet und Höhe nach den entsprechenden Layern auf der Onlinekarte der LUBW. Andere Quellen für die Angaben sind vermerkt.
Ursprung des Börsbachs auf etwa 161,3 m ü. NHN etwa 0,6 km südlich der Sportplätze am Ortsrand von Kraichtal-Menzingen am Zusammenfluss einer beiden Oberläufe.
- Eschbach, linker Oberlauf von Nordosten, 4,8 km und 7,5 km².[LUBW 4] Entsteht auf etwa 225 m ü. NHN etwa 0,6 km nordwestlich der Ortsmitte von Kraichtal-Landshausen.
  - (Graben vom Kornberg), von links und Ostnordosten auf etwa 199 m ü. NHN zwischen dessen Gewerbegebiet und Landshausen, ca. 1,0 km[LUBW 8] und ca. 0,7 km².[LUBW 9] Der längste Oberlaufast entsteht auf etwa 236 m ü. NHN am Südfuß des Kornbergs.
  - (Graben unterhalb der Weinberge Im Hieger), von links und Osten auf etwa 197 m ü. NHN im östlichen Landshausen, 0,9 km und 0,5 km². Entsteht auf etwa 235 m ü. NHN am Weinberg In der Wart.
  - Rohrbach, von links und Südosten auf 189,7 m ü. NHN[LUBW 1] bei den Sportplätzen am unteren Ortsrand von Landshausen, 0,7 km und ca. 1,2 km².[LUBW 9] Entsteht auf etwa 210 m ü. NHN am Nordrand des Walddistriktes Langenreitel.
  -  Passiert einen baumumsäumten Teich am linken Ufer auf etwa 187 m ü. NHN, 0,1 ha.
  - Walkerserlenbach, von links und Ostsüdosten auf etwa 169 m ü. NHN südöstlich von Menzingen, 0,4 km und ca. 1,8 km².[LUBW 9] Entspringt einer Quelle auf etwa 180 m ü. NHN am Rand des Waldbezirks Walkerserlen.
- Menzinger Dorfbach, rechter Oberlauf von Norden, 3,2 km und 8,0 km². Entsteht auf etwa 194 m ü. NHN nördlich von Menzingen an der aus Östringen-Odenheim kommenden L 635.
  - (Bach vom Gänsberg), von rechts und Nordwesten auf etwa 186 m ü. NHN etwa 0,4 km vor dem Ortsrand von Menzingen, 1,1 km und ca. 0,6 km².[LUBW 9] Entsteht auf etwa 210 m ü. NHN am Südwestfuß des Gänsbergs. Weggraben in längstenteils natürlicher Mulde.
  - (Bach aus dem Schlosspark), von rechts und Nordnordwesten auf etwa 180 m ü. NHN verdolt unter der Unteren Schlossstraße in Menzingen, 0,6 km und ca. 1,5 km².[LUBW 9] Entsteht auf etwa 188 m ü. NHN im Schlosspark des Wasserschlosses Menzingen.
    -  Durchfließt auf etwa 184 m ü. NHN einen Teich im Schlosspark, unter 0,1 ha.

  - Lützelbach, von rechts und Westnordwesten auf etwa 165 m ü. NHN nach den Sportplätzen am Ortsende von Menzingen, 1,3 km und ca. 1,1 km².[LUBW 9] Entsteht auf etwa 188 m ü. NHN an einer Feldweggabel am Schlauch.
- Passiert zwei Teiche auf etwa 162 m ü. NHN links am Lauf kurz vor der Waldmühle von Menzingen, zusammen 0,1 ha.
- (Abfluss des Markbrunnens) , von rechts und Nordosten auf etwa 159 m ü. NHN etwa 300 Meter vor dem nächsten, ca. 0,3 km[LUBW 8] und ca. 0,4 km².[LUBW 9] Der Markbrunnen entspringt auf etwa 169 m ü. NHN in einer kleinen Waldinsel.
- (Graben aus Richtung Bahnbrücken), von links und Osten auf etwa 158 m ü. NHN am Haltepunkt Bahnbrücken der Kraichtalbahn, 1,0 km und 3,0 km². Entsteht auf etwa 188 m ü. NHN am Sportplatz am Westrand von Kraichtal-Bahnbrücken.
- (Graben aus dem Bechel) , von rechts und Nordosten auf etwa 156 m ü. NHN etwa 500 Meter vor dem nächsten, ca. 0,4 km[LUBW 8] und ca. 0,4 km².[LUBW 9] Entspringt auf etwa 173 m ü. NHN in der kleinen Sumpfwaldinsel des Bechels.
- Pfaffengraben, von links und Osten auf etwa 153 m ü. NHN kurz vor dem folgenden, 0,8 km und 1,6 km². Entsteht auf etwa 178 m ü. NHN am Südfuß der Weinberge der Großen Bahnhälden.
- Passiert auf etwa 152 m ü. NHN ein halbes Dutzend winziger rechteckiger Fischteiche rechts am Lauf, zusammen deutlich unter 0,1 ha.[LUBW 10]

Mündung des Börsbachs von rechts und zuletzt Südosten auf 140,7 m ü. NHN zwischen Kraichtal-Gochsheim und dem zugehörigen Aussiedlerhof am Gewann Seebergerteich in den oberen Kraichbach. Der Börsbach ist selbst 3,8 km, zusammen mit seiner linken Oberlauf 8,5 km lang und hat ein 22,5 km² großes Einzugsgebiet.

## Geologie
Das Einzugsgebiet ist – typisch für den Kraichgau – größtenteils mit Lösssediment aus dem Quartär überlagert, in den Talgründen sind Schwemmlandbänder  eingelagert.
Es gibt einige Fenster auf den darunterliegenden Keuper von allem an den östlichen und südöstlichen Talhängen. Es handelt sich dabei größtenteils um Gipskeuper (Grabfeld-Formation), jedoch liegen auf dem Höhenrücken entlang der nördlichen Wasserscheide auch noch etwas höhere Mittelkeuper-Schichten und ab der Mündung des Bachtals von Bahnbrücken her löst der in Ablagerungsfolge tiefere Lettenkeuper (Erfurt-Formation) des Unterkeupers den Gipskeuper ab. Am rechten Talmündungssporn zum Kraichbachtal steht sogar sehr kleinflächig noch tieferer Oberer Muschelkalk an.
Vom Hainbachtal streicht ein kurzes Störungsbündel über die nördliche Wasserscheide herüber südwestwärts auf Landshausen zu.
Am Talsporn zum Kraichbach hin wurde in einem inzwischen aufgelassenen Steinbruch Oberer Muschelkalk abgebaut. Die Abbauwand zeigt ein Profil bis hinauf in den Unterkeuper und der Steinbruch ist als Geotop ausgewiesen.

## Natur und Schutzgebiete
Kleine Gebiete in der Eschbach-Talmulde und an kurzen Zuflüssen von Eschbach und Börsbach gehören zum Schonwald Kraichtaler Bachaue-Wälder. Der nordöstlichste Teil des Eschbach-Einzugsgebietes bei Landshausen und eine Fläche nordöstlich von Bahnbrücken gehören zu Wasserschutzgebieten. Auf seinen letzten Metern läuft der Börsbach im Naturschutzgebiet Kraichbach- und Weiherbachaue. Rund die Hälfte des Einzugsgebietes gehört zum weitreichenden Landschaftsschutzgebiet Kraichgau.

## Tourismus
Der mit einem roten Quadrat markierte Main-Stromberg-Weg (Hauptwanderweg 15) des Odenwaldklubs auf seiner Etappe zwischen Eichelberg und Sternenfels erreicht über die nördliche Wasserscheide Landshausen, führt anschließend rechtsseits des Eschbachtals nach Menzingen und quert dann diesen Oberlauf südostwärts auf Zaisenhausen zu.

### LUBW
Amtliche Online-Gewässerkarte mit passendem Ausschnitt und den hier benutzten Layern: Lauf und Einzugsgebiet des Börsbachs

Allgemeiner Einstieg ohne Voreinstellungen und Layer: Daten- und Kartendienst der Landesanstalt für Umwelt Baden-Württemberg (LUBW) (Hinweise)
1. 1 2 3 4 5  Höhe nach grauer Beschriftung auf dem Hintergrundlayer Topographische Karte.
2. 1 2 3  Höhe nach dem Höhenlinienbild auf dem Hintergrundlayer Topographische Karte.
3. 1 2 3  Länge nach dem Layer Gewässernetz (AWGN).
4. 1 2 3  Einzugsgebiet aufsummiert aus den Teileinzugsgebieten nach dem Layer Basiseinzugsgebiet (AWGN).
5. 1 2  Natur teilweise nach dem Layer Geschützte Biotope.
6. ↑  Seefläche nach dem Layer Stehende Gewässer.
7. ↑  Einzugsgebiet nach dem Layer Basiseinzugsgebiet (AWGN).
8. 1 2 3  Länge abgemessen auf dem Hintergrundlayer Topographische Karte.
9. 1 2 3 4 5 6 7 8  Einzugsgebiet abgemessen auf dem Hintergrundlayer Topographische Karte.
10. ↑  Seefläche abgemessen auf dem Hintergrundlayer Topographische Karte.
11. ↑  Schutzgebiete nach den einschlägigen Layern.

### Andere Belege
1. ↑  Josef Schmithüsen: Geographische Landesaufnahme: Die naturräumlichen Einheiten auf Blatt 161 Karlsruhe. Bundesanstalt für Landeskunde, Bad Godesberg 1952. → Online-Karte (PDF; 5,1 MB)
2. ↑  Geologie nach den Layern zu Geologische Karte 1:50.000 auf: Mapserver des Landesamtes für Geologie, Rohstoffe und Bergbau (LGRB) (Hinweise)
3. ↑  8. Etappe: Tiefenbach – Sternenfels 21,0km. In: Odenwaldklub e. V. (Hrsg.): Main-Stromberg-Weg. Ohne Datum, S. 7. Auf Odenwaldklub.de (PDF; 447,1 kB), abgerufen am 2. August 2025.